# هاري هليوفارا
هاري هليوفارا (بالفنلندية: Harri Heliövaara) مواليد 4 يونيو 1989 في هلسنكي، هو لاعب كرة مضرب فنلندي. بدأ مسيرته كمحترف في 2009. فاز ببطولة أستراليا المفتوحة للفتيان.

## النهائيات
| الرقم | التاريخ | الدورة  | الأرضية | المنافس               | النتيجة            |
| ----- | ------- | ------- | ------- | --------------------- | ------------------ |
| 1.    | 2010    | سوغوبو  | صلبة    | تيودور دوسيان كريشيون | 6–4, 6–2           |
| 2.    | 2010    | ووهان   | صلبة    | يونغ كيو ليم          | 6–7(5–7), 6–4, 6–0 |
| 3.    | 2011    | شفيلد   | صلبة    | كيني دي سشبر          | 6–4, 5–7, 6–4      |
| 4.    | 2011    | أنديجان | صلبة    | مايكل فينوس           | 6–4, 6–4           |
| 5.    | 2011    | جاكرتا  | صلبة    | دانيال يو             | 6–3, 1–0, ret.     |

## وصلات خارجية
- هاري هليوفارا على موقع رابطة محترفي التنس (الإنجليزية)
- هاري هليوفارا على موقع الاتحاد الدولي لكرة المضرب (الإنجليزية)
- هاري هليوفارا على موقع كأس ديفيز (الإنجليزية)
- هاري هليوفارا على موقع خلاصة التنس.كوم (الإنجليزية)
- هاري هليوفارا على موقع إي إس بي إن.كوم (الإنجليزية)

- الموقع الرسمي